# Enrique Verdeguer Puig
Enrique José Verdeguer Puig (Valencia, 2 febrero 1964) es un economista del estado, técnico comercial, desarrollista y político español.

## Biografía
Nacido en la ciudad de Valencia en el año 1964.
Es licenciado en Economía por la Universidad de Valencia y además tiene un Máster en Desarrollo económico por la Universidad de Oxford (Inglaterra).
Tras finalizar sus estudios superiores pasó a ser técnico del Cuerpo Superior de Técnicos Comerciales y Economistas del Estado, en el cual durante estos años atrás ha llegado a ocupar diversos cargos de responsabilidad.
Fue Subdirector de estudios del sector exterior del Ministerio de Economía, Director de la fundación Centro de Estudios Económicos y Comerciales (CECO), Consejero económico de la Embajada de España en Rabat (Marruecos) y por último fue director general de Información e Inversiones del Instituto Español de Comercio Exterior (ICEX).
En el mundo de la política entró vinculado al Partido Popular de la Comunidad Valenciana, cuando en 2011 el entonces presidente autonómico Francisco Camps lo encomendara en la función de dirigir la recién remodelada Consejería de Economía, Industria y Comercio de la Generalidad Valenciana, en la cual se encargaría de impulsar las políticas industriales y económicas y donde también logró ser un importante peso político dentro del ejecutivo valenciano.
Seguidamente en enero de 2012, el Consejo de Ministros de España lo nombró como nuevo Presidente del Administrador de Infraestructuras Ferroviarias, con lo cual el siguiente presidente de la Generalidad tuvo que nombrar como sucesor en la consejería al político Máximo Buch Torralva.
Actualmente desde el día 21 de enero de 2014, es el director de Campus de la Escuela Superior de Administración y Dirección de Empresas (ESADE) en Madrid, cuyo objetivo de su nombramiento es el de impulsar la presencia y actividad de la escuela de negocios como apoyo a las multinacionales españolas en su proceso de internacionalización. Actualmente es el Consejero Coordinador de Economía de la Representación Permanente de España ante la Unión Europea en Bruselas.